# العلاقات السورية الكونغوية
العلاقات الكونغولية السورية هي العلاقات الثنائية التي تجمع بين جمهورية الكونغو وسوريا.

## مقارنة بين البلدين
هذه مقارنة عامة ومرجعية للدولتين:
| وجه المقارنة                                              | جمهورية الكونغو | سوريا                    |
| --------------------------------------------------------- | --------------- | ------------------------ |
| المساحة (كم2)                                             | 342.00 ألف      | 185.18 ألف               |
| عدد السكان (نسمة)                                         | 5.26 مليون      | 18.27 مليون              |
| الكثافة السكانية (ن./كم²)                                 | 15.38           | 98.66                    |
| العاصمة                                                   | برازافيل        | دمشق                     |
| اللغة الرسمية                                             | اللغة الفرنسية  | اللغة العربية            |
| العملة                                                    | فرنك وسط أفريقي | ليرة سورية               |
| الناتج المحلي الإجمالي (بليون دولار)                      | 8.72 مليار      | 60.20 مليار              |
| الناتج المحلي الإجمالي (تعادل القوة الشرائية) بليون دولار | 29.48 مليار     |                          |
| الناتج المحلي الإجمالي الاسمي للفرد دولار أمريكي          | 1.85 ألف        |                          |
| الناتج المحلي الإجمالي للفرد دولار أمريكي                 |                 |                          |
| مؤشر التنمية البشرية                                      | 0.591           | 0.594                    |
| رمز المكالمات الدولي                                      | +242            | +963                     |
| رمز الإنترنت                                              | .cg             | .sy                      |
| المنطقة الزمنية                                           | ت ع م+01:00     | ت ع م+02:00، ت ع م+03:00 |

## منظمات دولية مشتركة
يشترك البلدان في عضوية مجموعة من المنظمات الدولية، منها:
| علم المنظمة | اسم المنظمة                               | تاريخ انضمام جمهورية الكونغو | تاريخ انضمام سوريا |
| ----------- | ----------------------------------------- | ---------------------------- | ------------------ |
|             | البنك الدولي للإنشاء والتعمير             | 10 يوليو 1963                | 10 أبريل 1947      |
|             | يونسكو                                    | 24 أكتوبر 1960               | 16 نوفمبر 1946     |
|             | وكالة ضمان الاستثمار متعدد الأطراف        | 16 أكتوبر 1991               | 14 مايو 2002       |
|             | منظمة الشرطة الجنائية الدولية             | ?                            | ?                  |
|             | مؤسسة التمويل الدولية                     | 1 أكتوبر 1980                | 28 يونيو 1962      |
|             | الأمم المتحدة                             | 20 سبتمبر 1960               | 24 أكتوبر 1945     |
|             | مؤسسة التنمية الدولية                     | 8 نوفمبر 1963                | 28 يونيو 1962      |
|             | منظمة حظر الأسلحة الكيميائية              | ?                            | ?                  |
|             | المركز الدولي لتسوية المنازعات الاستشارية | 14 أكتوبر 1966               | 24 فبراير 2006     |